# 大谷光輪
大谷 光輪（おおたに こうりん、本名は大谷業成（おおたに なりしげ） 1973年9月22日 - ）は本願寺門主、求道塾塾長。京都市生まれ。本願寺第二十五世法主大谷暢順（明仁上皇の従兄弟にあたる）の長男。母は前大谷婦人会会長で近畿宗教、婦人連盟副総裁の大谷綾乃。

## 略歴
真宗大谷派の連枝（注）として得度し、院号を霊山院、法名を闡證と称した。
1993年（平成5年）4月に第25世門主を継承したが、未成年であったため鍵役で従兄弟大叔父の大谷演慧が門首代行に就き、その職務を執行した。
1996年（平成8年）1月に父・暢順や弟・大谷実成とともに真宗大谷派から分派し、宗教法人本願寺を登記し認可された。
京都の洛南高等学校、早稲田大学政治経済学部卒業。早稲田大学在学中より音楽、映画、本などに親しく触れ、活動中の『仏教と科学のサロン』の礎となっている。
自らが主催する求道塾では「映画ファンのための佛教講座」を開催し、参加者は洋画や邦画をとおして仏教哲学の理解を深めている
主な活動拠点は本願寺文化興隆財団、東本願寺東山浄苑（山科区）、本願寺（伏見区）、本願寺 眞無量院（下京区）。

## 主な活動
ジャポニズム振興会では「ほこり高き日本人つくり」を目指して活動している。日本文化の素晴らしさは、物質的なものよりその精神であり、この「日本人の智恵」を新しいジャポニズムとして提唱している。
マレーシア国立 マラヤ大学 医学部 准教授 平原憲道（認知科学博士）、アメリカ テキサス州在住のリーダーシップ・コーチ 西原大貴と仏教と科学のサロン、21世紀的対機説法を開催するなどの啓蒙もおこなっている。
人生100年時代、健康で幸せな将来を実現するためにジェロントロジー及びビジネス・科学とアート・倫理・哲学・宗教の融合を提唱している。